# Mleczkowo (Ełk)
Mleczkowo (deutsch Milchbude) ist ein kleiner Ort in der polnischen Woiwodschaft Ermland-Masuren, der zur Gmina Ełk (Landgemeinde Lyck) im Powiat Ełcki (Kreis Lyck) gehört.

## Geographische Lage
Mleczkowo liegt im Osten der Woiwodschaft Ermland-Masuren, sechs Kilometer nordwestlich der Kreisstadt Ełk (Lyck).

## Geschichte
Die heutige Forstsiedlung (polnisch Osada leśna) Mleczkowo war bis 1945 die Försterei Milchbude und gehörte zum Staatsforst Lyck in Ostpreußen. Milchbude war ein Wohnplatz in der Landgemeinde Szameyten (1928 bis 1945 Wittenwalde, polnisch Oracze) im Kreis Lyck in der Provinz Ostpreußen und zählte im Jahre 1905 lediglich sechs Einwohner.
Am 1. November 1928 schlossen sich die Nachbarorte Oratzen, Szameyten, Wittinnen und auch Milchbude zur neuen Landgemeinde Wittenwalde (polnisch Oracze) zusammen.
In Kriegsfolge kam Milchbude mit dem gesamten südlichen Ostpreußen zu Polen und trägt jetzt die polnische Namensform „Mleczkowo“. Heute ist der kleine Ort in das Schulzenamt (polnisch Sołectwo) Oracze eingegliedert und somit eine Ortschaft im Verbund der Gmina Ełk (Landgemeinde Lyck) im Powiat Ełcki (Kreis Lyck), vor 1998 der Woiwodschaft Suwałki, seither der Woiwodschaft Ermland-Masuren zugehörig.

## Religionen
Bis 1945 war Milchbude in die evangelische Kirche Stradaunen in der Kirchenprovinz Ostpreußen der Kirche der Altpreußischen Union sowie in die katholische St.-Adalbert-Kirche in Lyck im Bistum Ermland eingepfarrt.
Heute gehört Mleczkowo zur katholischen Pfarrei Straduny im Bistum Ełk der Römisch-katholischen Kirche in Polen. Die evangelischen Kirchenglieder halten sich zur Kirchengemeinde in der Kreisstadt Ełk, einer Filialgemeinde der Pfarrei in Pisz (deutsch Johannisburg) in der Diözese Masuren der Evangelisch-Augsburgischen Kirche in Polen.

## Verkehr
Mleczkowo ist nur über Landwege zu erreichen, die bei Oracze (Oratzen, 1928 bis 1945 Wittenwalde) von der polnischen Landesstraße 65 (einstige deutsche Reichsstraße 132) bzw. bei Siedliska (Schedlisken, 19938 bis 1945 Sonnau) von der Woiwodschaftsstraße 656 abzweigen. 